# オールダム郡 (テキサス州)
オールダム郡（オールダムぐん、英: Oldham County）は、アメリカ合衆国テキサス州の北部に位置する郡である。2010年国勢調査での人口は2,052人であり、2000年の2,185人から6.1%減少した。郡庁所在地はベガ市（人口884人）であり、同郡で人口最大の都市でもある。

## 歴史
オールダム郡は1876年に設立され、1880年に組織化された。郡名はテキサス州の開拓者でアメリカ連合国上院議員を務めたウィリアムソン・シンプソン・オールダムに因んで名付けられた。郡の組織ができたとき、郡域のほぼ全部がXIT牧場の中に入っていた。郡庁所在地は当時パンハンドル地域では最大級の町だったタスコサの町に置かれた。しかし、郡内を鉄道が通ったが、タスコサは通らなかった。鉄道の線路沿いに幾つかの町や農場が出現した。タスコサの町は郡庁舎がありながら、1915年の住人はほとんどゼロとなり、この年に郡庁はベガに移された。
1880年代後半、テキサス州の測量師かつ土木技師のW・D・トウィッチェルがタスコサに住んだが、その後アマリロ市に移転した。
オールダム郡は主に牧場と農場であり、主要作物であるコムギが広く植えつけられた。現在は幾つかの石油油井があり、またウィンドファームもある。
1902年、マタドール牧場がオールダム郡内にある広さ210,000エーカー (850 km2) のアラモシタス牧場を取得した。その最盛期には90,000頭の牛を飼い、州内4つの郡に広さ 879,000 acres (3,560 km2) の牧場を所有していた。

## 地理
アメリカ合衆国国勢調査局に拠れば、郡域全面積は1,501平方マイル (3,889 km2)であり、このうち陸地1.500平方マイル (3,887 km2)、水域は1平方マイル (2.6 km2)で水域率は0.05%である。

### 主要高規格道路
- 州間高速道路40号線
- アメリカ国道385号線
- テキサス州道214号線

### 隣接する郡
- ハートリー郡 - 北
- ムーア郡 - 北東
- ポッター郡 - 東
- デフスミス郡 - 南
- クワイ郡 (ニューメキシコ州) - 西

## 人口動態
以下は2000年の国勢調査による人口統計データである。
| 基礎データ - 人口: 2,185人 - 世帯数: 735 世帯 - 家族数: 565 家族 - 人口密度: 1人/km2（2人/mi2） - 住居数: 815軒 - 住居密度: 0軒/km2（0軒/mi2） 人種別人口構成 - 白人: 90.66% - アフリカン・アメリカン: 1.88% - ネイティブ・アメリカン: 1.28% - アジア人: 0.37% - その他の人種: 4.62% - 混血: 1.19% - ヒスパニック・ラテン系: 11.03% 年齢別人口構成 - 18歳未満: 35.0% - 18-24歳: 7.2% - 25-44歳: 23.3% - 45-64歳: 23.2% - 65歳以上: 11.3% - 年齢の中央値: 33歳 - 性比（女性100人あたり男性の人口） - 総人口: 108.1 - 18歳以上: 90.6 | 世帯と家族（対世帯数） - 18歳未満の子供がいる: 35.1% - 結婚・同居している夫婦: 66.7% - 未婚・離婚・死別女性が世帯主: 8.8% - 非家族世帯: 23.0% - 単身世帯: 21.0% - 65歳以上の老人1人暮らし: 10.1% - 平均構成人数 - 世帯: 2.61人 - 家族: 3.02人 収入と家計 - 収入の中央値 - 世帯: 33,713米ドル - 家族: 39,091米ドル - 性別 - 男性: 26,845米ドル - 女性: 20,185米ドル - 人口1人あたり収入: 14,806米ドル - 貧困線以下 - 対人口: 19.8% - 対家族数: 10.5% - 18歳未満: 20.0% - 65歳以上: 7.9% |

## 都市と町
- アドリアン、都市、人口166人
- ボイシ、ゴーストタウン
- ボーイズランチ
- ベガ、都市、人口884人 - 郡庁所在地
- ウィルドラド

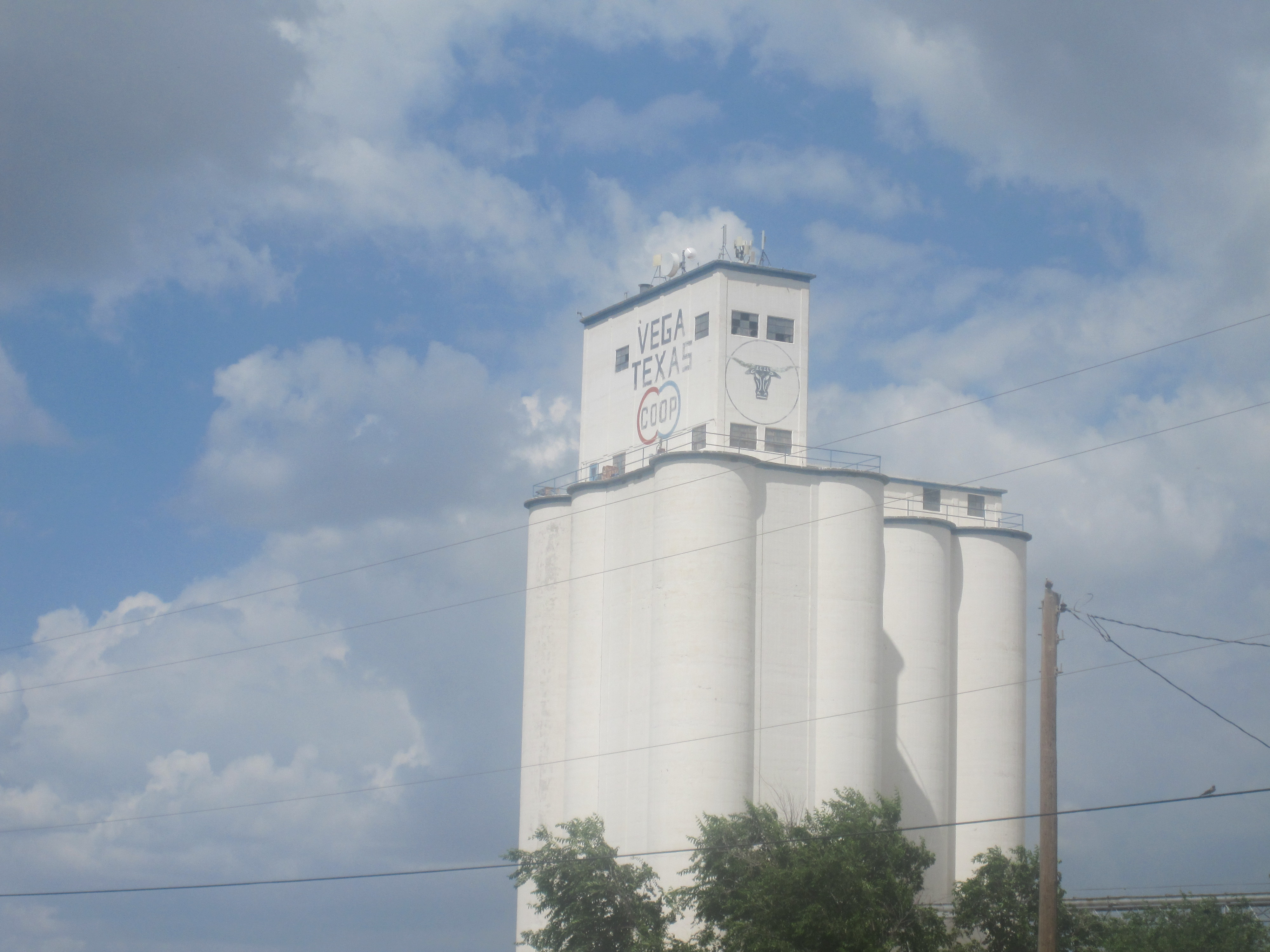
ベガの穀物倉庫会社
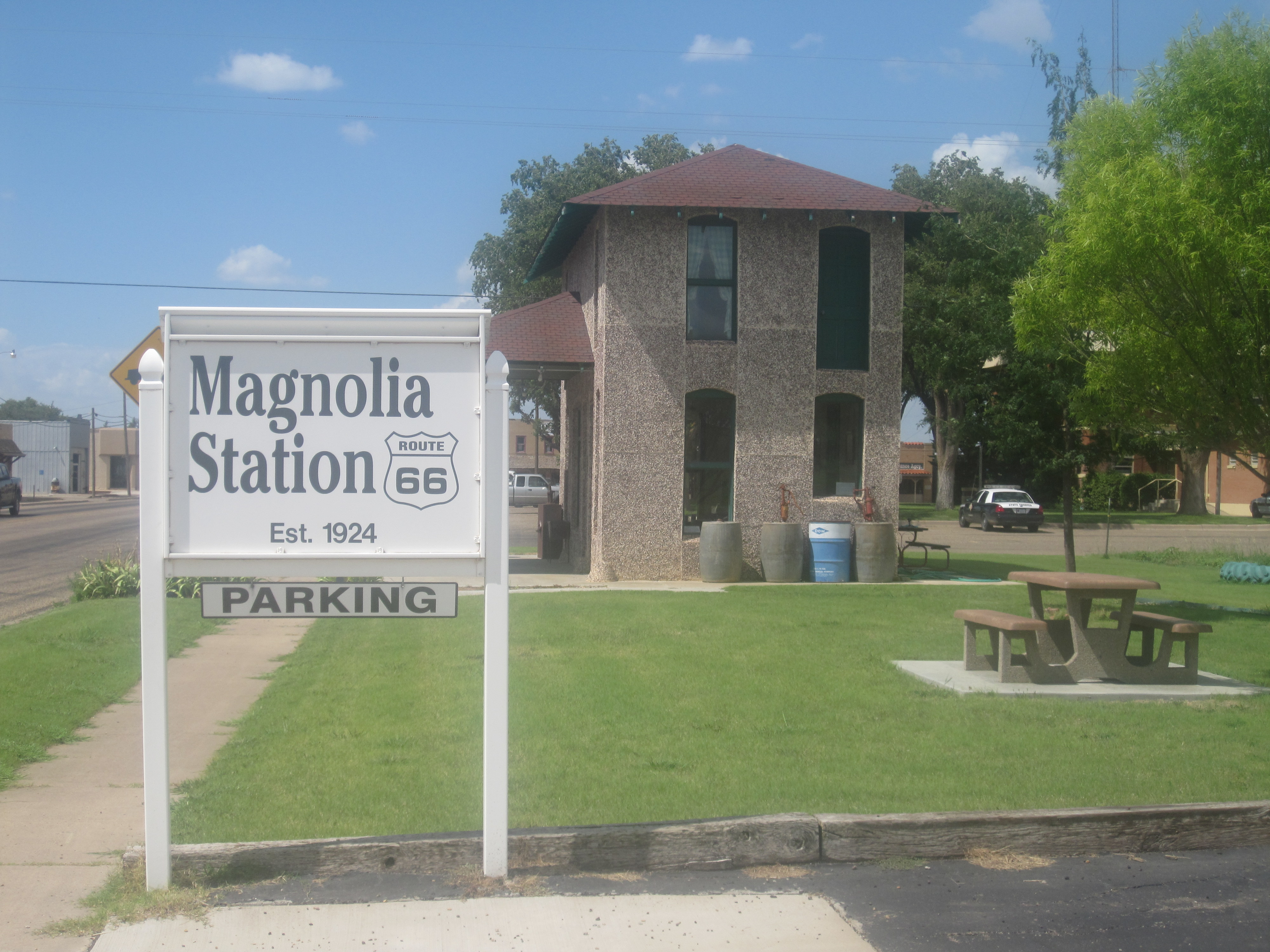
マグノリア駅、ベガ市の国道66号線沿いにある
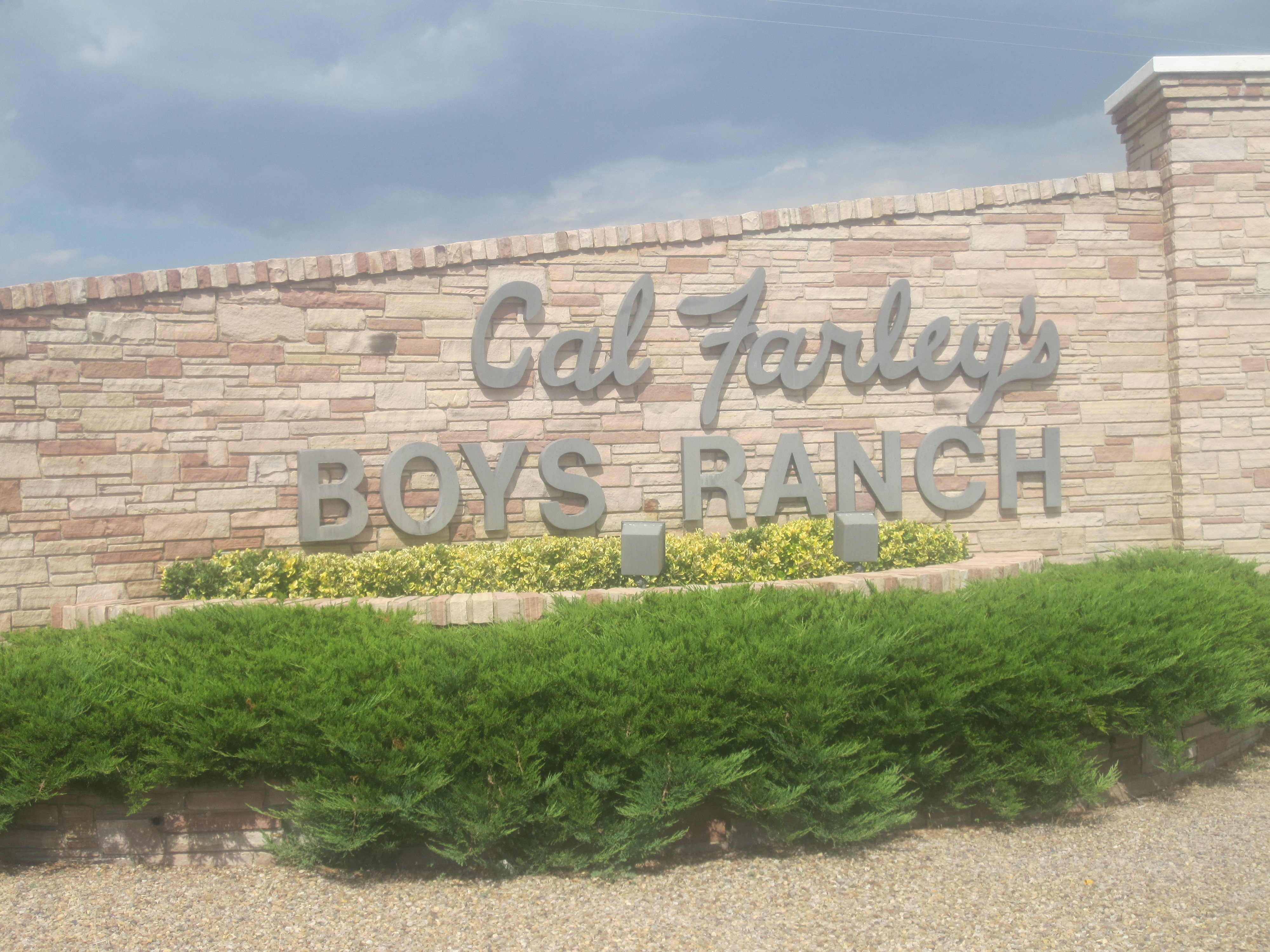
アメリカ合衆国国道385号線沿いのキャル・ファーリーのボーイズ牧場標識
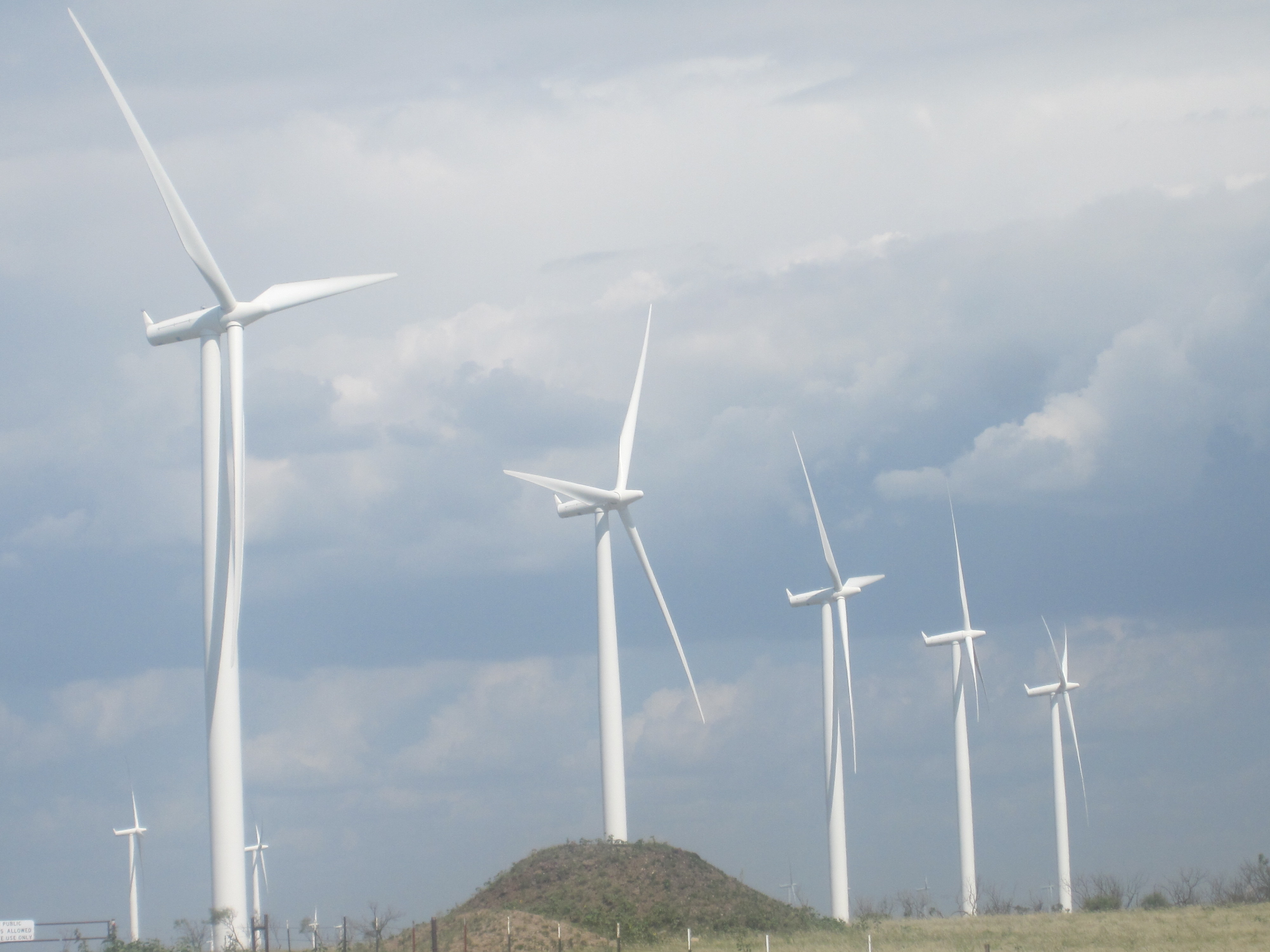
ウィルドラドのウィンドファーム